# A660高速公路
A660高速公路是法国的一条高速公路，始于米奥斯，终于居让-梅斯特拉斯，与A63高速相连。A660长度约21千米。该高速为2x2车道，呈东西走向，经过阿基坦大区，2010年线路扩建，增长了近一倍。